# Конина

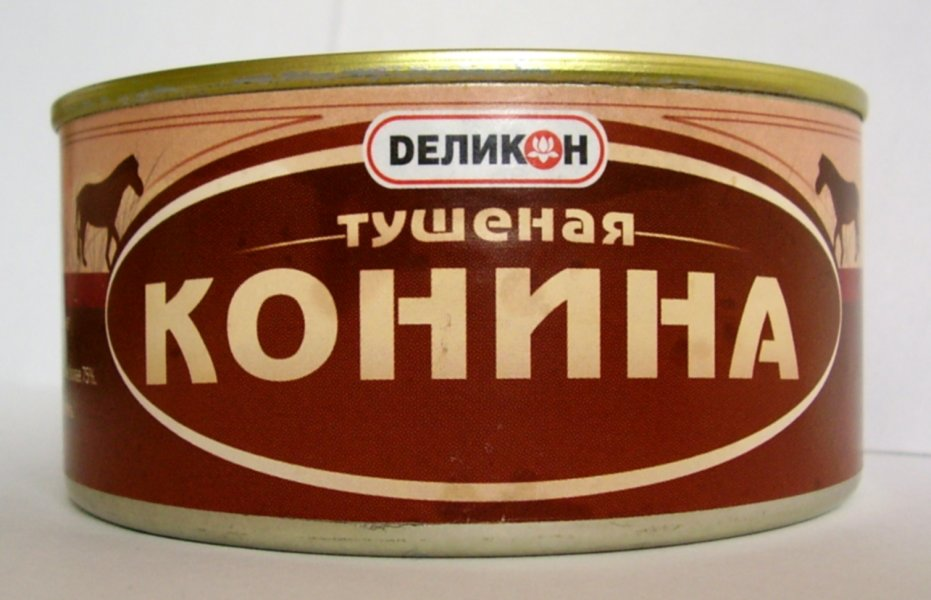
Тушёная консервированная конина

Кони́на — мясо лошадей при употреблении в пищу.
Конина всегда была важной частью традиционного рациона народов мира, хотя во многих странах и религиях она запрещена или непопулярна.

## Характеристика мяса
Конина имеет тёмно-красный цвет с синеватым оттенком и отличается специфическим вкусом (он сладковатый из-за наличия в мясе гликогена).
Мышечная ткань грубоволокнистая, нет мраморности и подкожного жира. Содержание белка в конине высокое — около 19 %, а жиров низкое — около 3 %.

## История

### Древние времена
Почти с самого появления на Земле человека на диких лошадей охотились из-за их мяса. Первые предки современных лошадей впервые появились на Североамериканском континенте около 55 миллионов лет назад, в эпоху эоцена. Примерно за 12 000 лет до н. э. они расселились по всему миру. Лошади в те времена были сопоставимы по размерам с современными крупными пони. Например, хагерманские лошади, вымершие около 10 000 лет назад, по размеру были близки к современным арабским.
Со времён раннего палеолита мясо диких лошадей было одним из главных источников пищи для человека. Во многих европейских пещерах (Ласко, Лабастид, Альтамира и др.) были найдены рисунки охоты на лошадей. После одомашнивания лошади и начала использования её в транспортных целях, конина стала употребляться в пищу реже. Во втором тысячелетии до н. э. конина становится популярной среди гиксосов — одного из народов древнего Египта. Особенно конина распространилась среди скотоводческих народов. Во многих европейских культурах (славянской, скандинавской, немецкой, британской, ирландской, итальянской и греческой) убийства лошадей носили религиозный характер. Есть свидетельства иппофагии среди славян, ирландцев и персов. Монголы часто использовали конину как для шаманских ритуалов, так и для приготовления еды. Буддистские миссионеры запретили обряды, связанные с кониной, но не смогли искоренить употребление её в пищу.
Плиний Старший в своей «Естественной истории» описывает обычай сарматов использовать лошадиную кровь в кулинарных целях.
Иппофагия была распространена в провинции Белгика в конце раннего железного века. В других регионах Галлии мясо лошадей было табуировано из-за того, что их использовали в ритуалах и жертвоприношениях, на войнах. Со временем иппофагия среди галлов и валлийцев встречалась всё реже, и со временем конину перестали употреблять в пищу совсем. На юге Галлии она стала мясом «трудных времён»: голодов и войн.
У ведийских индусов конину в пищу употребляли редко из-за того, что лошади не были приспособлены к климату Индийского субконтинента. Хотя в Ригведе встречаются упоминания ритуалов с использованием конины. В одном из наиболее важных царских жертвоприношений — Ашвахмеде — лошадь играла главную роль. Проводилось оно вплоть до XVIII века.

### Средневековье
В XV—XVI веках европейские (в основном испанские) поселенцы вернули лошадей в Америку. Некоторые из них одичали и стали объектами охоты для коренного населения на территории современных Аргентины и Чили.

### Новое время

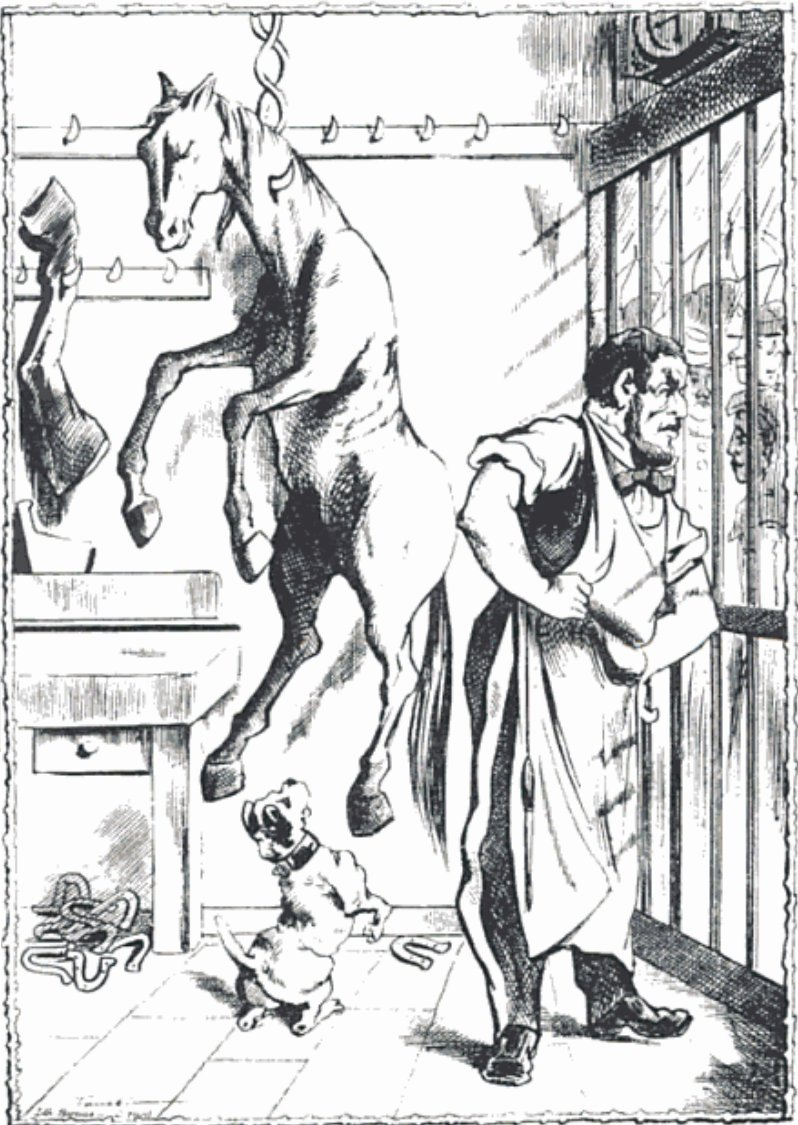
Рисунок, изображающий тушу лошади в мясной лавке, сделанный во время осады Парижа прусскими войсками в 1870 году.

Во Франции употребление мяса в пищу участилось во времена Великой Французской революции. Когда монархия пала, французы стали искать новые средства к существованию. Лошади, которые раньше были символом престижа, стали средством смягчения народного гнева.
Во время кампаний Наполеона барон Доминик Жан Ларрей, военный полевой хирург, советовал истощённым солдатам питаться кониной. Во время осады Александрии (1801 г.), мясо молодых арабских лошадей помогло французской армии справиться с эпидемией цинги. При отступлении из Москвы в 1812 году, французские солдаты ели павших в бою лошадей. Из-за того, что конину приправляли порохом вместо соли и перца, распространился миф о плохом её вкусе. Такие меры принимались вплоть до битвы при Ватерлоо 1815 года — последнего крупного сражения Бонапарта.
Конина окончательно закрепила свои позиции во французской кухне во времена Второй империи (1852—1870). Из-за высокой стоимости жилья в Париже большинство представителей рабочего класса не могли позволить себе говядину, а в 1866 году французское правительство пошло им навстречу и узаконило производство конины. Она была относительно дешёвой и качественной.
Во время осады Парижа (1870—1871) конина, наряду с мясом ослов и мулов, пользовалась спросом, поскольку свежего мяса в городе не хватало. К тому же, лошади ели зерно, которое было нужно для людей. Около 60—70 тыс. лошадей было съедено в Париже за 4 месяца осады.

### Новейшее время
Несмотря на табу в англоговорящих странах, до 1930-х годов в Великобритании (особенно в Йоркшире) и США конина наряду с ослятиной использовалась при приготовлении больничной пищи.
В 2013 году в Европе произошёл мясной скандал. В продуктах из говядины была найдена конина — порой её содержание достигало 100 %. Местами в небольших количествах была найдена свинина. Из-за скандала продажи котлет для гамбургеров и замороженных блюд из говядины упали на 43 % и 13 % соответственно.

## Производство
Основным способом выпаса лошадей является пастбищное разведение, требующее значительных по площади угодий. Через 2—3 года выпаса пастбища истощаются и требуют частичной замены. Для кормления используются фураж (трава, сено, силос, солома), простые корма (зерно, отруби) и комбикорма (брикеты и смеси). В дополнение к основному рациону могут использоваться кормовые добавки (масла, витамины и минералы, лекарственные травы, стимуляторы пищеварения).

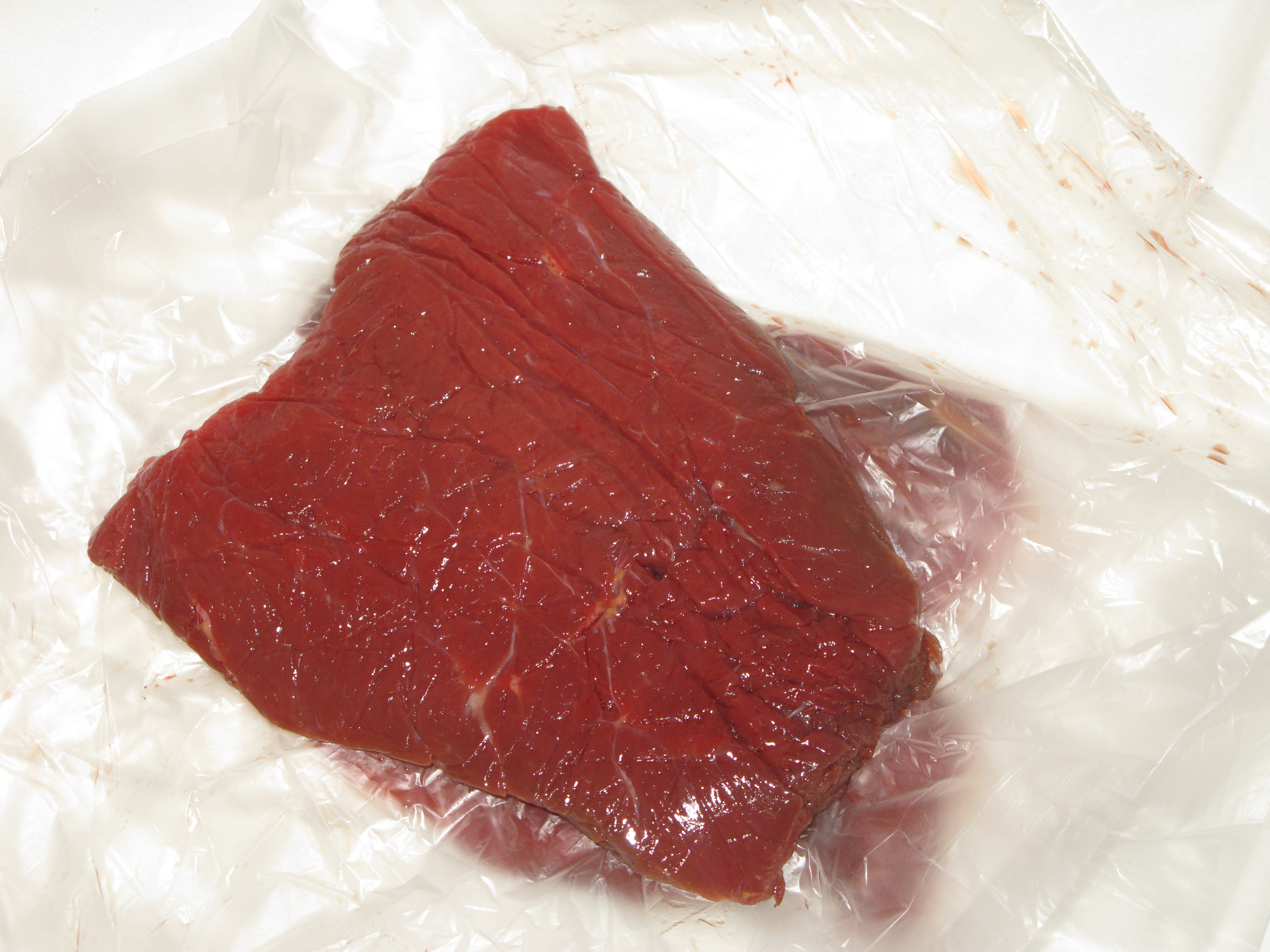
Антрекот из конины

В России конину производят в таких регионах, как Кабардино-Балкария, Алтайский край, Республика Алтай, Республика Саха (Якутия), Республика Башкортостан, Тюменская область и Калмыкия.
| Страны               | Лошадей забито, голов | Производство конины, тонн |
| -------------------- | --------------------- | ------------------------- |
| Алжир                | 2 650                 | 345                       |
| Буркина-Фасо         | 2 400                 | 366                       |
| Камерун              | 2 300                 | 299                       |
| Чад                  | 4 300                 | 430                       |
| Мадагаскар           | 36                    | 6,3                       |
| Мали                 | 25 000                | 2 500                     |
| Мавритания           | 1 350                 | 202,5                     |
| Марокко              | 14 200                | 1 800                     |
| Нигер                | 6 500                 | 845                       |
| Реюньон              | 58                    | 12                        |
| Сенегал              | 58 000                | 7 250                     |
| ЮАР                  | 10 500                | 2 100                     |
| Тунис                | 8 560                 | 500                       |
| Австрия              | 933                   | 197                       |
| Белоруссия           | 8 500                 | 1 400                     |
| Бельгия              | 10 000                | 2 300                     |
| Болгария             | 5                     | 1                         |
| Хорватия             | 15 000                | 3 000                     |
| Чехия                | 308                   | 80                        |
| Дания                | 1 673                 | 502                       |
| Финляндия            | 1 795                 | 487                       |
| Франция              | 18 900                | 5 500                     |
| Германия             | 11 923                | 3 148                     |
| Греция               | 15 500                | 2 790                     |
| Венгрия              | 328                   | 93                        |
| Исландия             | 11 352                | 1 503                     |
| Ирландия             | 9 000                 | 2 300                     |
| Италия               | 72 387                | 18 125                    |
| Латвия               | 416                   | 118                       |
| Литва                | 1 887                 | 706                       |
| Люксембург           | 57                    | 13                        |
| Мальта               | 310                   | 58                        |
| Нидерланды           | 1 600                 | 380                       |
| Норвегия             | 1 355                 | 367                       |
| Польша               | 38 196                | 11 900                    |
| Португалия           | 1 085                 | 178                       |
| Молдавия             | 860                   | 184                       |
| Румыния              | 53 000                | 9 540                     |
| Россия               | 252 193               | 47 652                    |
| Словакия             | 82                    | 25                        |
| Словения             | 1 721                 | 381                       |
| Испания              | 34 400                | 7 000                     |
| Швеция               | 4 330                 | 1 330                     |
| Швейцария            | 3 409                 | 852                       |
| Украина              | 62 200                | 11 700                    |
| Великобритания       | 20 000                | 3 080                     |
| Грузия               | 540                   | 90                        |
| Казахстан            | 450 000               | 75 200                    |
| Кыргызстан           | 126 800               | 21 550                    |
| Турция               | 11 000                | 1 650                     |
| Узбекистан           | 17 200                | 2 600                     |
| Китай                | 1 609 000             | 193 080                   |
| Индонезия            | 13 000                | 2 181                     |
| Япония               | 12 271                | 4 895                     |
| Малайзия             | 1 680                 | 201,6                     |
| Монголия             | 233 229               | 31 082                    |
| Филиппины            | 7 000                 | 724,5                     |
| Вьетнам              | 17 000                | 1 870                     |
| Канада               | 133 500               | 28 500                    |
| США                  | 110 000               | 27 500                    |
| Куба                 | 2 099                 | 166                       |
| Гваделупа            | 140                   | 17,5                      |
| Гватемала            | 19 700                | 2 482,2                   |
| Гаити                | 28 000                | 5 600                     |
| Гондурас             | 4 600                 | 575                       |
| Ямайка               | 300                   | 45                        |
| Мексика              | 631 400               | 83 350                    |
| Никарагуа            | 21 900                | 2 650                     |
| Аргентина            | 136 000               | 30 000                    |
| Бразилия             | 177 000               | 23 000                    |
| Чили                 | 51 300                | 9 200                     |
| Колумбия             | 54 000                | 6 750                     |
| Парагвай             | 33 000                | 5 940                     |
| Уругвай              | 36 000                | 8 400                     |
| Австралия            | 94 000                | 26 320                    |
| Новая Зеландия       | 8 800                 | 1 502                     |
| Папуа — Новая Гвинея | 330                   | 49,5                      |
| Вануату              | 200                   | 30                        |

1. 1 2  Заморская территория Франции

## Употребление

### Европа

#### Австрия
В Вене популярен сделанный из конины печёночный сыр (австр. Pferdeleberkäse). Несмотря на название, ни печень, ни сыр в приготовлении не используются.

#### Бельгия
В Бельгии стала частью национальной кулинарной традиции.
В XX веке конина была «мясом бедняков». Забивали обычно лошадей, работавших на фермах, конках, в угольных шахтах, порту Антверпена. Также конина импортировалась из США и Польши. Спрос вырос ещё сильнее после Второй Мировой Войны в 1950-х годах. Популярными стали конские колбаски, изготовленные в Локерене (Восточная Фландрия). Готовят их из конского фарша и свиного шпика, подают с томатным соусом. На городском летнем фестивале Lokerse Feesten ежедневно продаётся от 60 до 100 кг колбасок.

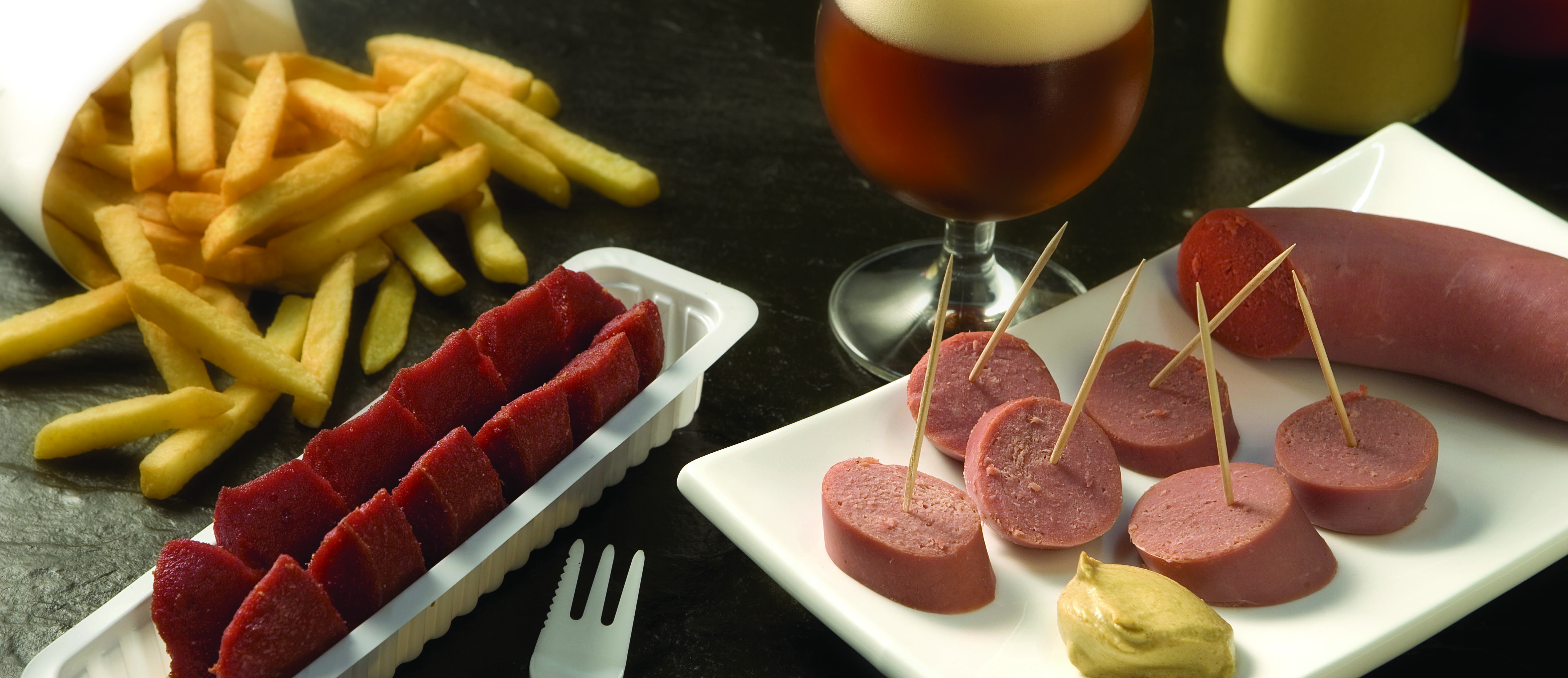
Гентские колбаски с картофелем фри

В Генте (Восточная Фландрия) с середины XIX века производилась гентская конская колбаса. Однако, к середине XX века её популярность упала. В 1975 году Джулиен Нойен выкупил рецептуру у мясников из рабочего квартала Гента, и она вновь стала известной. В рецепт колбасы входит конина, картофельный крахмал, соль и специи. Ингредиенты закладываются в оболочку из кишечника. Затем её варят и коптят. Жира в мясе немного — около 6 %.
Другая конская колбаса из Восточной Фландрии — Булонь. Впервые слово «булонь» (нидерл. Boulogne) использовалось в кулинарной книге «De Volmaakt Hollandsche Keukenmeid» 1752 года, но тогда его значение было шире и использовалось при описании любой сырокопчёной колбасы. В 1877 году Филипп Эдуард Кодерли, известный бельгийский повар XIX века, в своей книге рецептов колбасных изделий «Leivre de la fine и de la grosse charcuterie» упомянул три рецепта колбасы «булонь» — из говядины, свинины и конины. Особенность этой колбасы в её квадратной форме и тёмном цвете.
В провинциях Антверпен и Брабант производится копчёная конина. Производство началось в 1950-х годах. Туши импортируются из Аргентины по морю. Мясо засаливается в смеси солей в течение 4 недель. После 11-часовой просушки его кратковременно коптят над буковыми блоками при температуре 50—55 °C.

### Азия

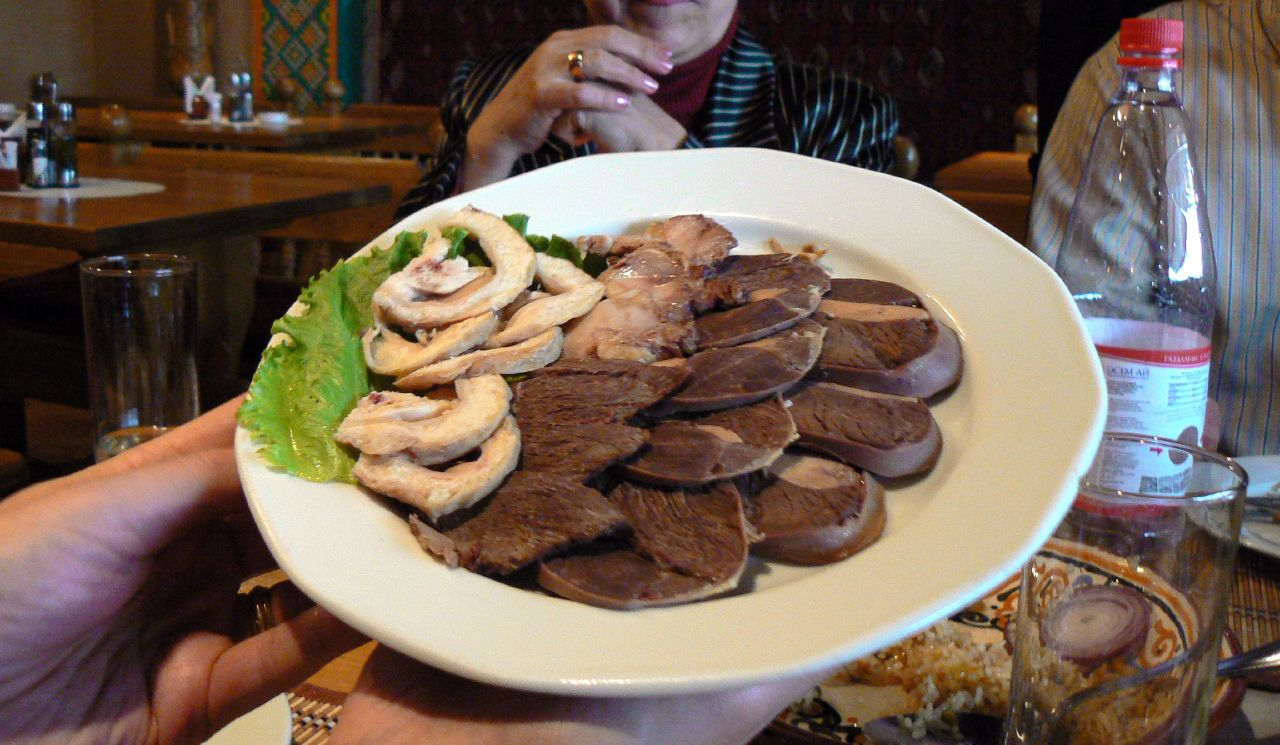
Ломтики колбасы из конины — казы

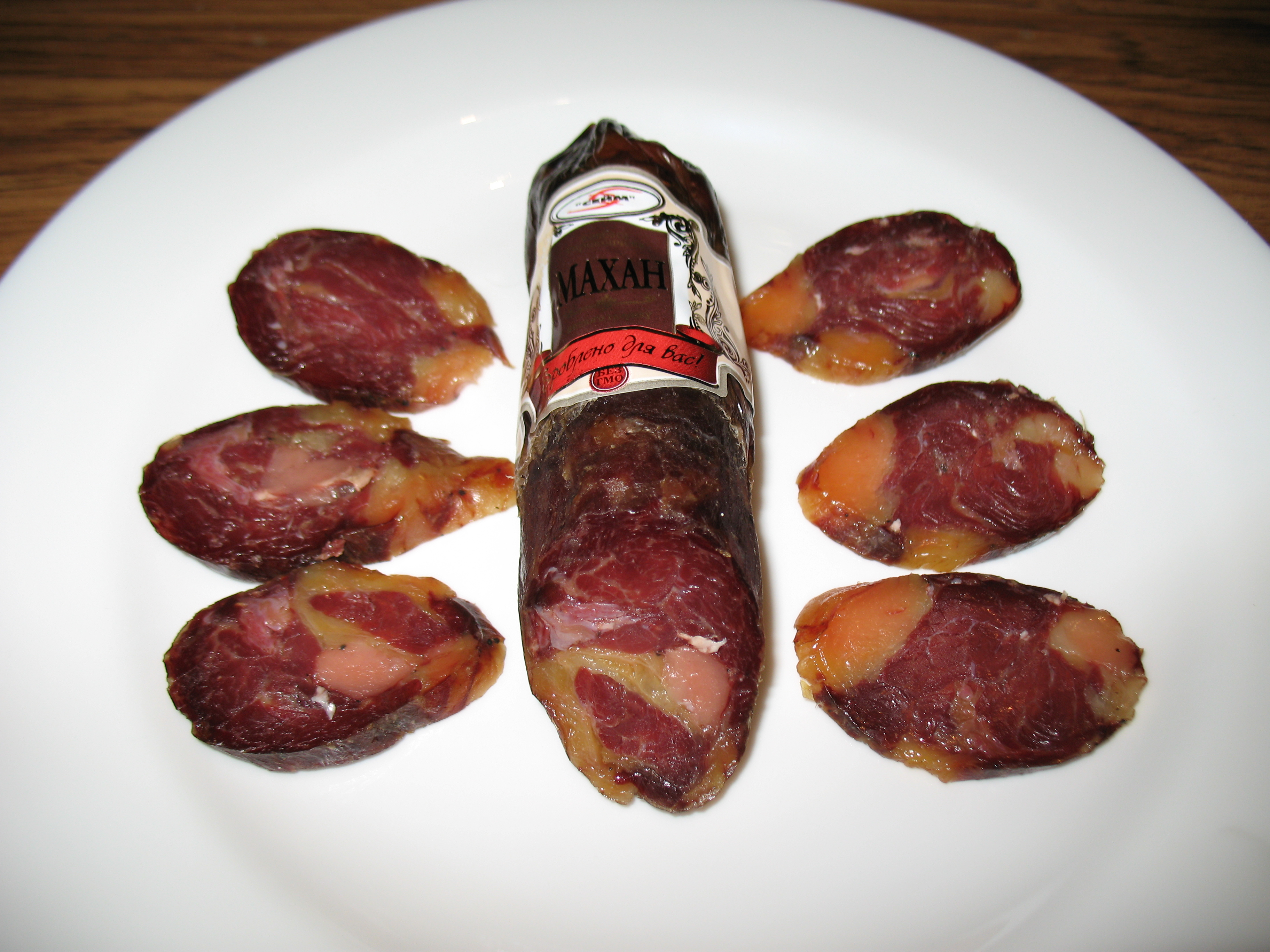
Махан — традиционная колбаса из конины у татар и ряда тюркских народов.

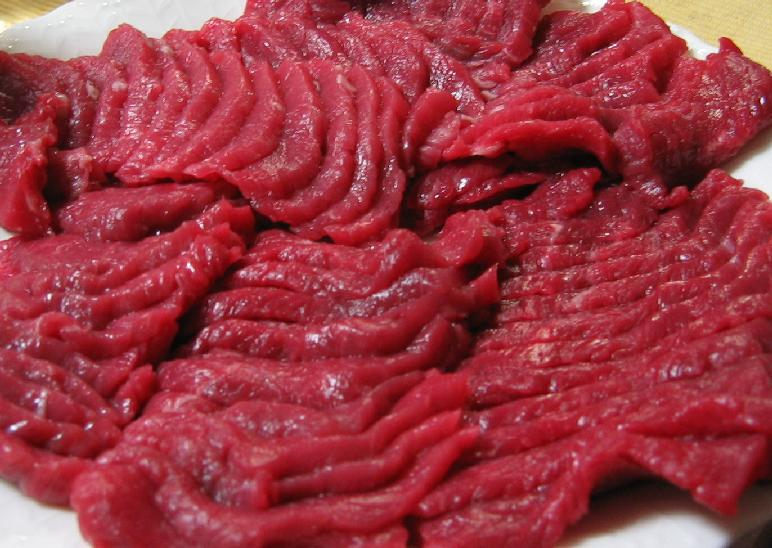
Японское блюдо басаси из сырого конского фарша

#### Центральная Азия
В Центральной Азии конину употребляют в пищу представители кочевых народов: кыргызов, татар, узбеков, казахов, башкир, хакасов, тувинцев, бурят, монгол, якутов и калмыков. В Монголии она распространена лишь среди казахов.
Конина используется при изготовлении некоторых сортов колбас для придания вязкости и упругости, а также пикантного привкуса. Казы-карта, суджук, махан — традиционные деликатесные колбасы у ряда тюркских народов.

#### Япония
В Японии сырая конина имеет названия «сакура» (яп. 桜, цветок вишни) или «сакуранику» (яп. 桜肉, сакура — цветок вишни, нику — мясо) из-за характерного розового цвета. Кусочки мяса используют для приготовления басаси (яп. 馬刺し, досл. сашими из лошади). Блюдо подают с соевым соусом, маринованным имбирём и чесноком. Жареная на огне конина получила названия «банику» (яп. 馬肉, конина) и «багуши» (шашлык из конины). Блюдо особенно популярно в префектурах Кумамото, Нагано, Оита, регионе Тохоку.

#### Китай
В Китае конину обычно вялят и подают с рисовой лапшой. В своей книге «Бэньцао ганму» 1578 года китайский учёный Ли Шичжэнь утверждает, что она ядовита, а её употребление в пищу может привести к смерти.

#### Индонезия
В Джокьякарте, Индонезия, пользуются популярностью шашлычки сате из конины (индон. Sate kuda). Их подают с луком шалот, перцем чили, арахисом и соевым соусом.

#### Южная Корея
В Южной Корее конину употребляют в пищу только на острове Чеджудо. Там она считается деликатесом. Мясо вырезают из шейной части и подают сырым.

### Южная Америка
Население латиноамериканских стран иногда употребляет конину в пищу.
В странах-крупнейших экспортёрах конины — Мексике, Аргентине — действует негласное табу на неё.
Вяленое на солнце мясо (в том числе конина) джерки — традиционное блюдо живущих в Андах индейцев кечуа.

### Австралия и Океания
В Австралии конина непопулярна. Производят её на экспорт. В стране есть всего две аккредитованных скотобойни, у которых есть право убивать лошадей для употребления в пищу. В октябре 2019 года австралийский телеканал ABC выпустил документальный фильм о том, что гоночных лошадей, потерявших форму, убивают на мясо. Было заявлено о 8500 убийств ежегодно.

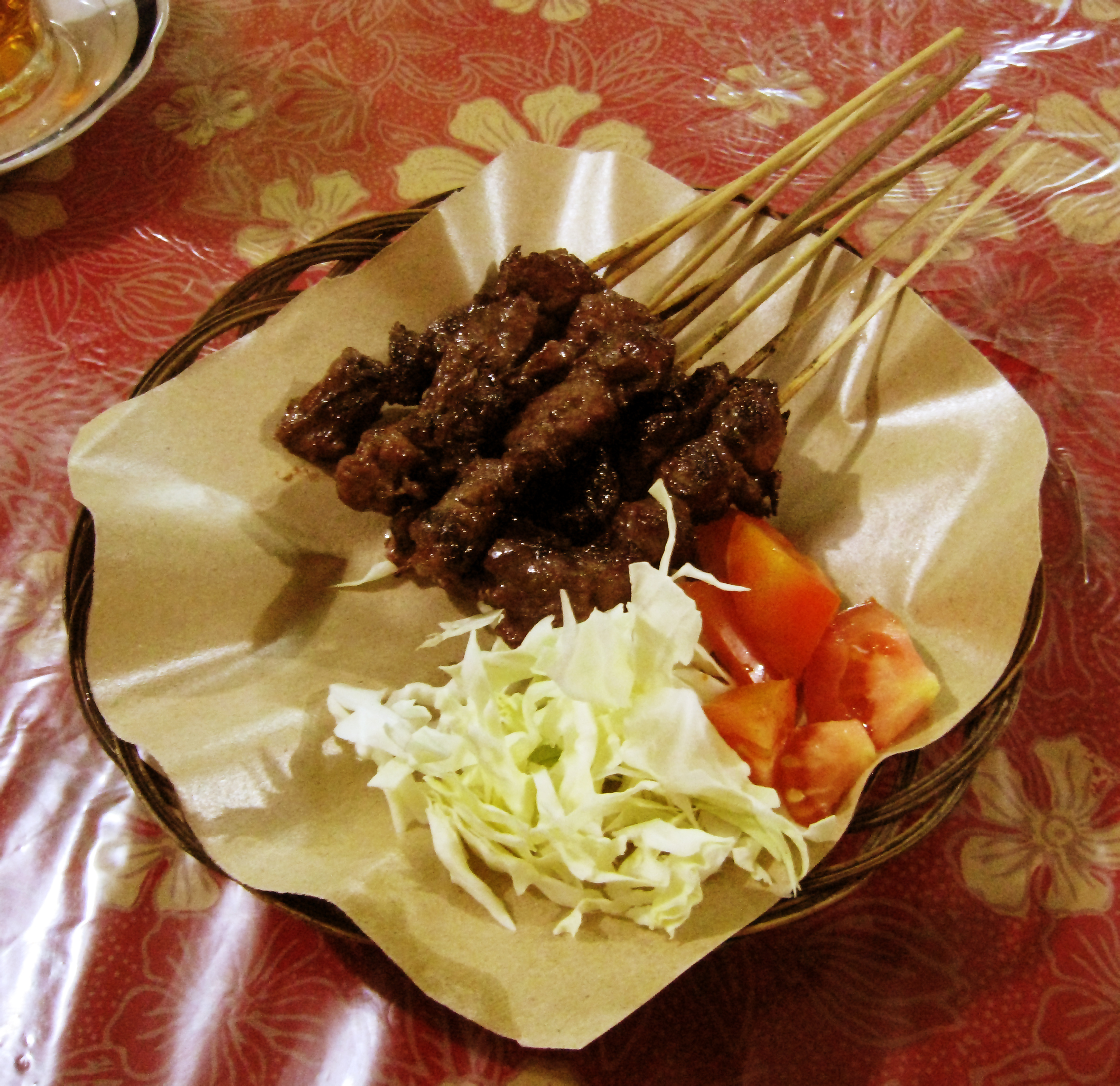
Шашлычки сате из конины, Джокьякарта, Индонезия

В королевстве Тонга лошадь играет большую роль в жизни людей. Здесь конина — больше, чем деликатес. Её употребляют в пищу по особым случаям — на похоронной церемонии, дне рождения члена семьи или приёме важного гостя — например, короля Тонга. Человек, ради которого убивают лошадь, очень уважаем в тонганском обществе. Зачастую, после иммиграции в Австралию, Новую Зеландию или США, тонганцы продолжают есть конину.

## Запреты
В англоговорящих странах (Великобритания, США, ЮАР, Австралия, Ирландия, Канада и других) лошадиное мясо не пользуется популярностью. В США, Австралии, Туркмении, Румынии этот запрет закреплён законом.
По законам ислама, разрешается употреблять в пищу только мясо жвачных животных, убитых и приготовленных должным образом. В прошлом конина не приветствовалась (макрух), в последнее время стала считаться разрешённой.
Конина не является для иудеев кошерной пищей, поскольку у лошадей нет раздвоенных копыт, и они не жвачные животные. Русские старообрядцы также не едят конину.
Конина табуирована среди цыган по всему миру.
В 732 году Папы Римские Григорий III и Захарий наставляли в письме миссионеру Святому Бонифацию запретить конину германцам-христианам из-за ассоциаций с языческими обрядами. Из-за этого запрета исландцы неохотно принимали христианство.